# Severomakedonský cestovní pas

Makedonský cestovní pas

Občani Severní Makedonie dostávají za účelem mezinárodního cestování makedonské Pasy . Odpovědnost za jejich vydání nese Ministerstvo vnitra . Platnost cestovního pasu je 5 let pro osoby od 4 do 27 let a 10 let pro osoby starší 27 let. Pro děti do čtyř let je platnost pasu omezena na dva roky. Pasy splňují doporučené standardy (velikost, složení, uspořádání, technologie) Mezinárodní organizace pro civilní letectví (ICAO) a jsou to biometrické pasy.

## Dějiny
Od roku 1945 do roku 1991, kdy byla dnešní Severní Makedonie socialistickou republikou Jugoslávie , cestovali občané s jugoslávskými pasy. V rámci jugoslávského federálního systému měla každá republika svou vlastní paletu pasů; zejména jugoslávské pasy vydané v SR Makedonii byly vytištěny spíše v makedonštině a francouzštině než v srbochorvatštině.
První pasy po získání nezávislosti byly vydány v roce 1991. Design a obsah se v průběhu let měnil. Pasy první generace byly modré se stříbrným barevným nápisem bez znaku. Druhá generace pasů měla na obálce zlatý nápis a třetí generace měla přidán státní znak . První tři generace měly na přední obálce napsáno pouze „ Република Мaкедонија “ a anglický překlad „Republic of Macedonia“. Pas čtvrté generace se stal červeným s francouzským překladem oficiálního názvu země, „ République de Macédoine “ přidaným nahoře a „ Pass “ pod erbem. Jednalo se o biometrický pas , který obsahoval RFID čip, umožňující ukládání biometrických a dalších dostupných údajů. Dříve vydané nebiometrické pasy zůstávají v platnosti až do konce jejich platnosti.
S účinností od 16. listopadu 2009 byla ze znaku odstraněna pěticípá červená hvězda, která byla součástí státního znaku.
Poté, co v únoru 2019 vstoupila v platnost Prespanská dohoda, která ukončila spor o pojmenování s Řeckem , byly pasy opatřeny razítkem nového jména země jako prozatímní opatření před vydáním nových pasů. Trojjazyčné razítko uvádí „Tento pas je majetkem Republiky Severní Makedonie“ v angličtině, francouzštině a makedonštině. Úřady začaly vydávat pasy s novým názvem země od 1. července 2021 (odloženo od září 2020). Staré pasy na jméno zůstanou v platnosti do 12. února 2024.

## Fyzický vzhled
Makedonské pasy mají vínovou barvu s národním erbem vyzdobeným uprostřed přední obálky. Makedonská slova " Република Северна Македонија ", volitelně následovaná albánskou verzí " Republika e Maqedonisë së Veriut ", tureckou verzí " Kuzey Makedonya Cumhuriyeti " nebo jakýkoli jiný uznávaný jazyk anglických menšin " North Mac " a nad erbem je napsáno francouzské „ République de Macédoine du Nord “. Níže jsou uvedena slova "ПАСОШ", "PASAPORTË", "PASAPORT", "PASSPORT" a "PASSEPORT". Pasy mají ve spodní části předního krytu standardní biometrický symbol. Obsahují 32 stránek s kritickými informacemi vytištěnými na datové stránce a uloženými v čipu.

## Vízové požadavky

Vízové požadavky makedonských občanů
Severní Makedonie
Vízum není třeba
Vízum udělována při příjezdu
eVisa
Vízum dostupné při příjezdu i online
Vízum není nutný pouze s voucherem nebo zvacím dopisem
Vízum nutné předem